# Recchia mexicana
Recchia mexicana là một loài thực vật có hoa trong họ Surianaceae. Loài này được Moc. & Sessé ex DC. miêu tả khoa học đầu tiên năm 1818.